# Susenii Bârgăului
Susenii Bârgăului – wieś w Rumunii, w okręgu Bistrița-Năsăud, w gminie Prundu Bârgăului. W 2011 roku liczyła 1288 mieszkańców.